# Aller (Asturies)
Pour les articles homonymes, voir Aller.
Aller (Ayer en asturien) est une commune dans le sud des Asturies. Le chef-lieu est Moreda de Aller. Elle est bordée au nord par la commune de Mieres, au sud par la province de León, à l'est par les communes de Laviana, Caso et Sobrescobio et à l'ouest par la commune de Lena. Sa population est de 10 076 habitants (INE 2023). 

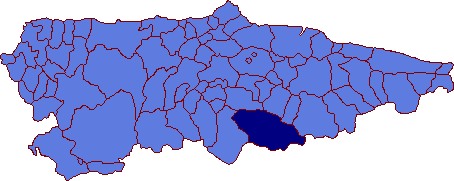
Situation de la commune parmi les Asturies.

## Généralités
La commune est connue pour l’exploitation minière dans la vallée du rio Aller. Depuis la crise charbonnière des années 1980, il y a un regain d’intérêt pour les petites exploitations agricoles et d’élevage de bétail ainsi que pour les activités du secteur tertiaire. Au XXIe siècle, une autre ressource économique émerge : le tourisme, randonnées, itinéraires de montagne, sports d'hiver et gastronomie.
Il est possible d'accéder à des sommets emblématiques tels que Torres/Picu (2 100 m), Toneo, Peña Redonda, Retriñón, Peña Mea et Cúpula de Moreda.
La commune abrite le sanctuaire de Notre-Dame de Miravalles, célébrée chaque année le 8 septembre. C'est aussi un lieu historique, théâtre du soulèvement d'Allerano contre les troupes françaises pendant la guerre d'indépendance en 1808.

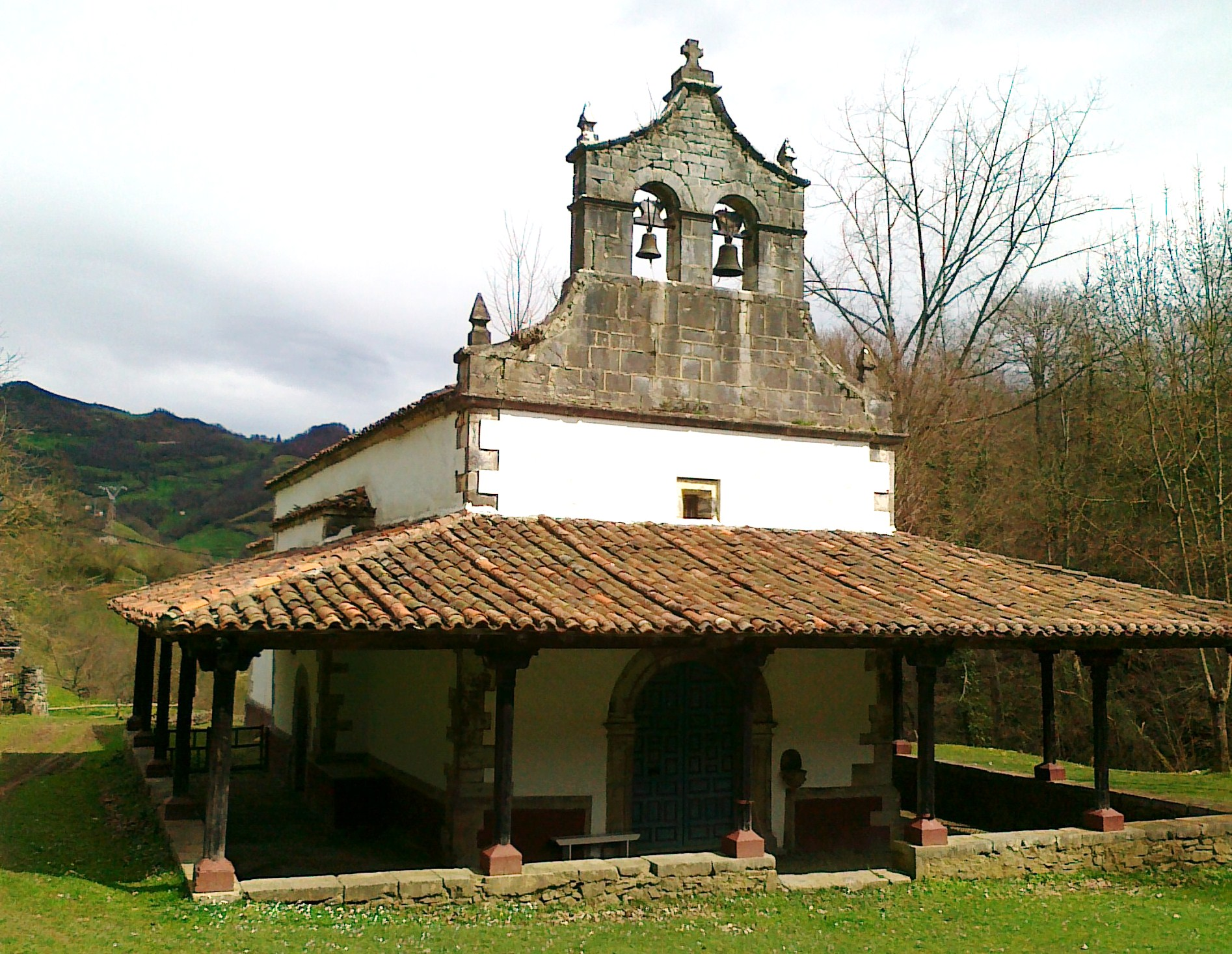
Sanctuaire Notre-Dame de Miravalles.

## Division en paroisses
Aller est divisée en 18 paroisses civiles (parroquias en asturien) :
- Bello (Beyo)
- Boo (Bo)
- Cabañaquinta (Cabanaquinta)
- Caborana
- Casomera
- Conforcos
- Cuérigo (Cuergo)
- El Pino
- Llamas (L.lamas)
- Moreda (Morea)
- Murias
- Nembra
- Pelúgano (Pel.luno)
- Piñeres
- Santibáñez de la Fuente (Santibanes la fonte)
- Serrapio
- Soto
- Vega.

## Évolution de la démographie
| 1991   | 1996   | 2001   | 2004   | 2011   | 2021   |
| ------ | ------ | ------ | ------ | ------ | ------ |
| 17 538 | 16 347 | 14 639 | 14 036 | 12 111 | 10 348 |

## Jumelages
Gembloux (Belgique) depuis 2007